# Helionidia quadrimaculata
Helionidia quadrimaculata är en insektsart som först beskrevs av Naudé 1926.  Helionidia quadrimaculata ingår i släktet Helionidia och familjen dvärgstritar. Inga underarter finns listade i Catalogue of Life.